# امل کوچولو

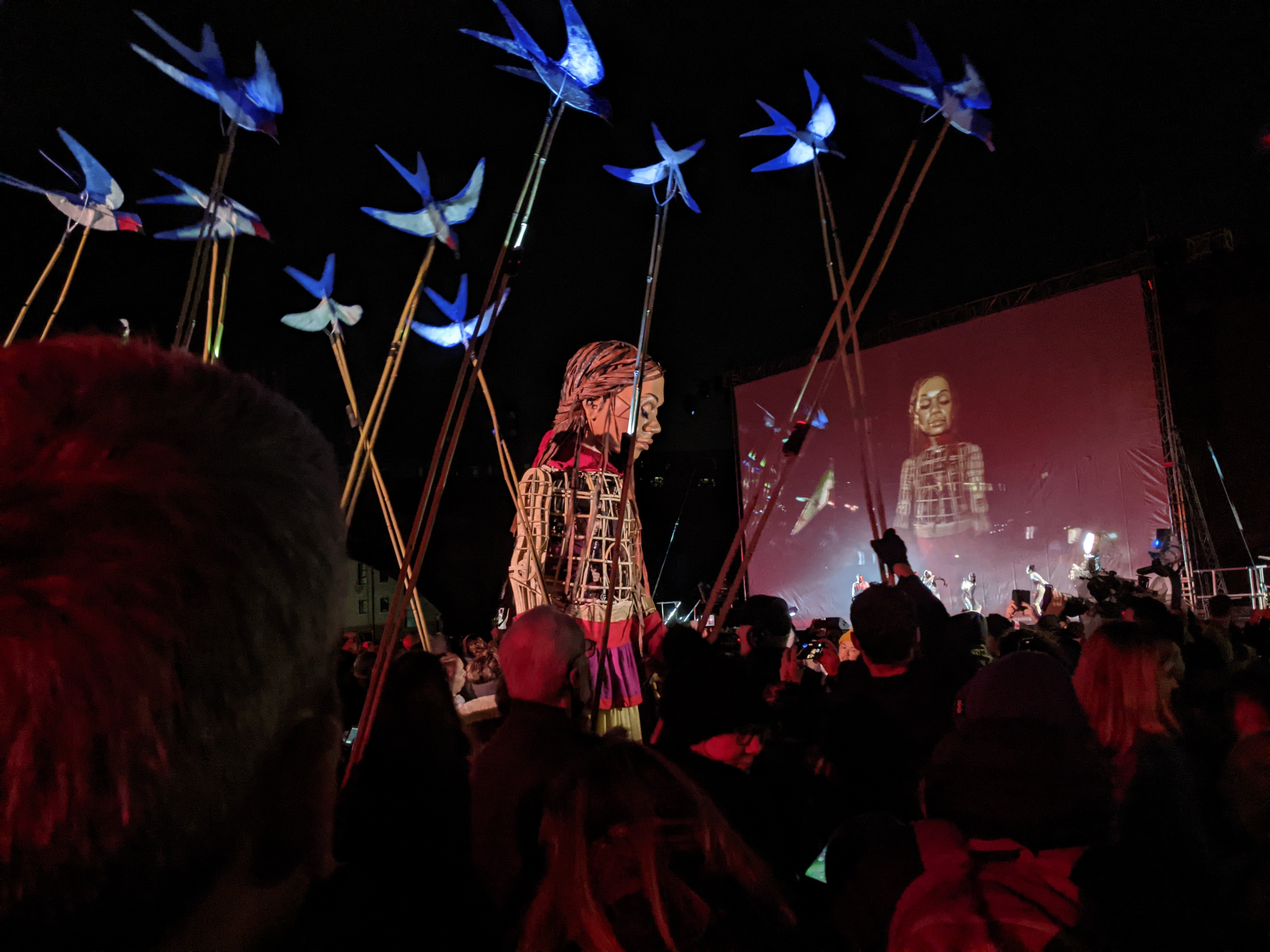
۳ نوامبر منچستر

امل کوچولو (به انگلیسی: Little Amal) یک عروسک انیماترونیک ۳٫۵ متری (۱۱ فوتی) است که در سال ۲۰۲۱ به عنوان قطعه اصلی یک پروژه هنری پیاده‌روی مورد استفاده قرار گرفت. این پروژه توسط انجمن بریتانیایی Good Chance با همکاری شرکت عروسک سازی Handspring آفریقای جنوبی ایجاد شد. . این عروسک به قصد جشن مهاجرت انسانی و تنوع فرهنگی، طی ۵ ماه از مرز سوریه و ترکیه از طریق اروپا به انگلستان منتقل شد و در ۶۵ شهر و شهرستان در طول مسیر پیاده‌روی کرد و در رویدادهای محلی شرکت کرد. امل کوچولو در برخی از مکان‌ها مورد استقبال مقامات محلی، مانند پاپ فرانسیس، وینسنت نیکولز اسقف اعظم وست مینستر و کارولین مکینسون، شهردار بارنزلی قرار گرفت.

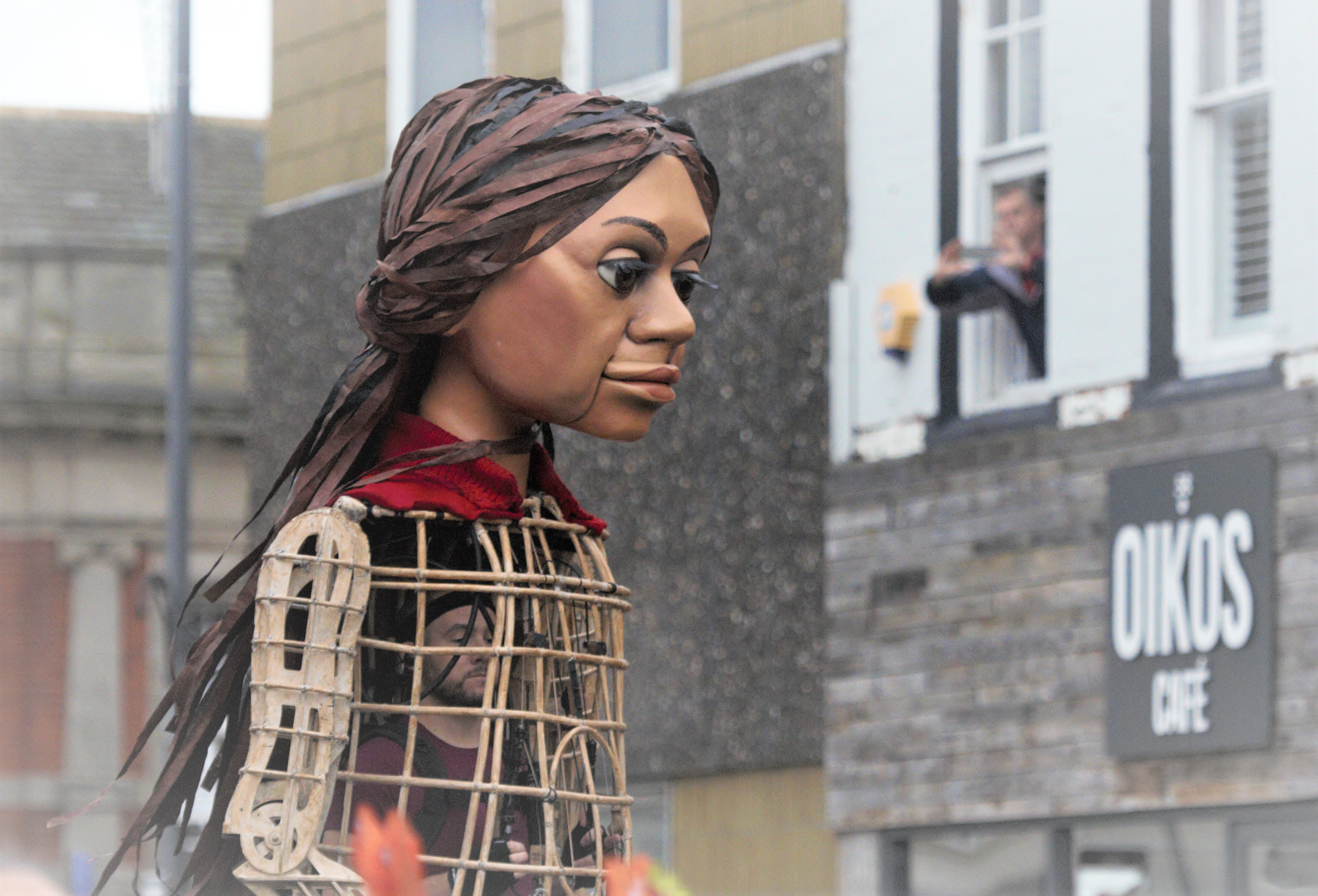
امل کوچک اثر مارتین وایت هاوس

شخصیت امل کوچک به عنوان یک شخصیت در جنگل در نمایشنامه‌ای که در اردوگاه سابق جنگل کاله در سال ۲۰۱۵ خلق شد. نام امل در عربی به معنای «امید» است. امل کوچک نماینده یک دختر نه ساله پناهنده سوری است که در پروژه (The Walk یا پیاده‌روی امل) به تنهایی در سراسر اروپا سفر می‌کند تا مادرش را پیدا کند. «ده‌ها» طراح و صنعتگر با هم ترکیب شدند تا عروسک را خلق کنند که حداقل توسط سه عروسک گردان کنترل می‌شود: دو عروسک گردان برای حرکت دادن دست‌ها، و یک عروسک گردان داخلی که روی پایه‌ها راه می‌رود و سر، چشم‌ها و دهان را با دست کنترل می‌کند. از طریق مکانیزمی به نام چنگ.
در برخی کشورها و شهرها استقبال از امل کوچولو با واکنش‌های نژادپرستانه یا حتی خشونت‌آمیز همراه بود، اما در بیشتر شهرها به این عروسک خوش آمد گفته شد و مراسم شادی به افتخار او برپا گردید. در کرانه جنوبی لندن، او دوش به دوش با اسب جنگی جوی (Handspring) راه می‌رفت.

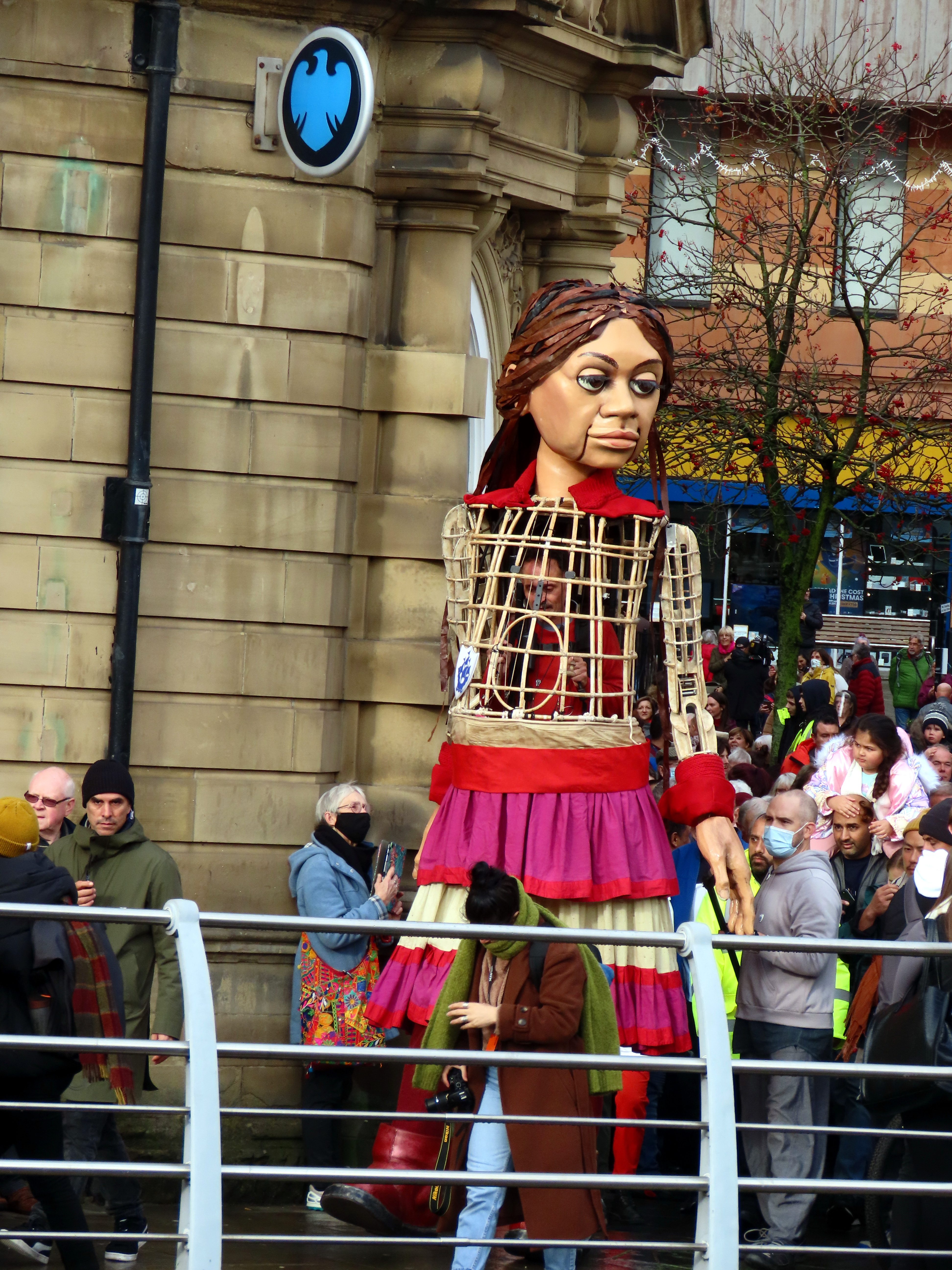
امل کوچک و آنبسا از روچدیل در ۲ نوامبر ۲۰۲۱ بازدید می‌کنند

## پیاده‌روی امل کوچولو
پیاده‌روی یک «جشنواره هنری مسافرتی  [بود] جشن مهاجرت و تنوع فرهنگی» بود، که توسط انجمن بریتانیای Good Chance با همکاری شرکت عروسک سازی Handspring آفریقای جنوبی برگزار شد. مدیر هنری امیر نزار زوابی بود و این پروژه شامل «هنرمندان برگزیده، مؤسسات فرهنگی بزرگ، گروه‌های اجتماعی و سازمان‌های بشردوستانه» بود. این رویداد عمدتاً شامل یک عروسک بود که نماینده یک کودک آواره پناهنده بود که از جنگ فرار می‌کرد و از خانواده اش جدا شده بود، در سراسر اروپا قدم می‌زد تا مادرش را پیدا کند و مایل به حضور در مدرسه بود:این عروشک نماد کودکان آواره، که [از خانواده‌های خود جدا شده بودند، و با سفر بیش از ۸۰۰۰ کیلومتر (۵۰۰۰ مایل) امیدوارند که امل کوچک پیام فوری همه پناهندگان کودک و جوان را به اشتراک بگذارد.
بنیانگذاران شرکت عروسکی Handspring، باسیل جونز و آدریان کوهلر، گفته‌اند: «داستان پناهندگان برای کل جهان بسیار مهم است. بسیاری از کشورها به دلیل جنگ‌های داخلی، تغییرات آب و هوایی، و کشاورزانی که دیگر نمی‌توانند کار کنند، در حال حرکت هستند. کمبود باران. این داستان بزرگ زمان ماست. پیاده‌روی از آنجایی که یک رویداد در فضای باز است، این پتانسیل را دارد که مردم را دوباره دور هم جمع کند. در لحظه ای که تئاترها در تلاش برای بازگشایی هستند، این چیزی است که همه می‌توانند بخشی از آن باشند.» مدیر پروژه امیر نزار زوابی می‌گوید: «هدف پیاده‌روی برجسته کردن پتانسیل پناهندگان است نه فقط شرایط وخیم آنها.»

## برنامه سفر ۲۰۲۱

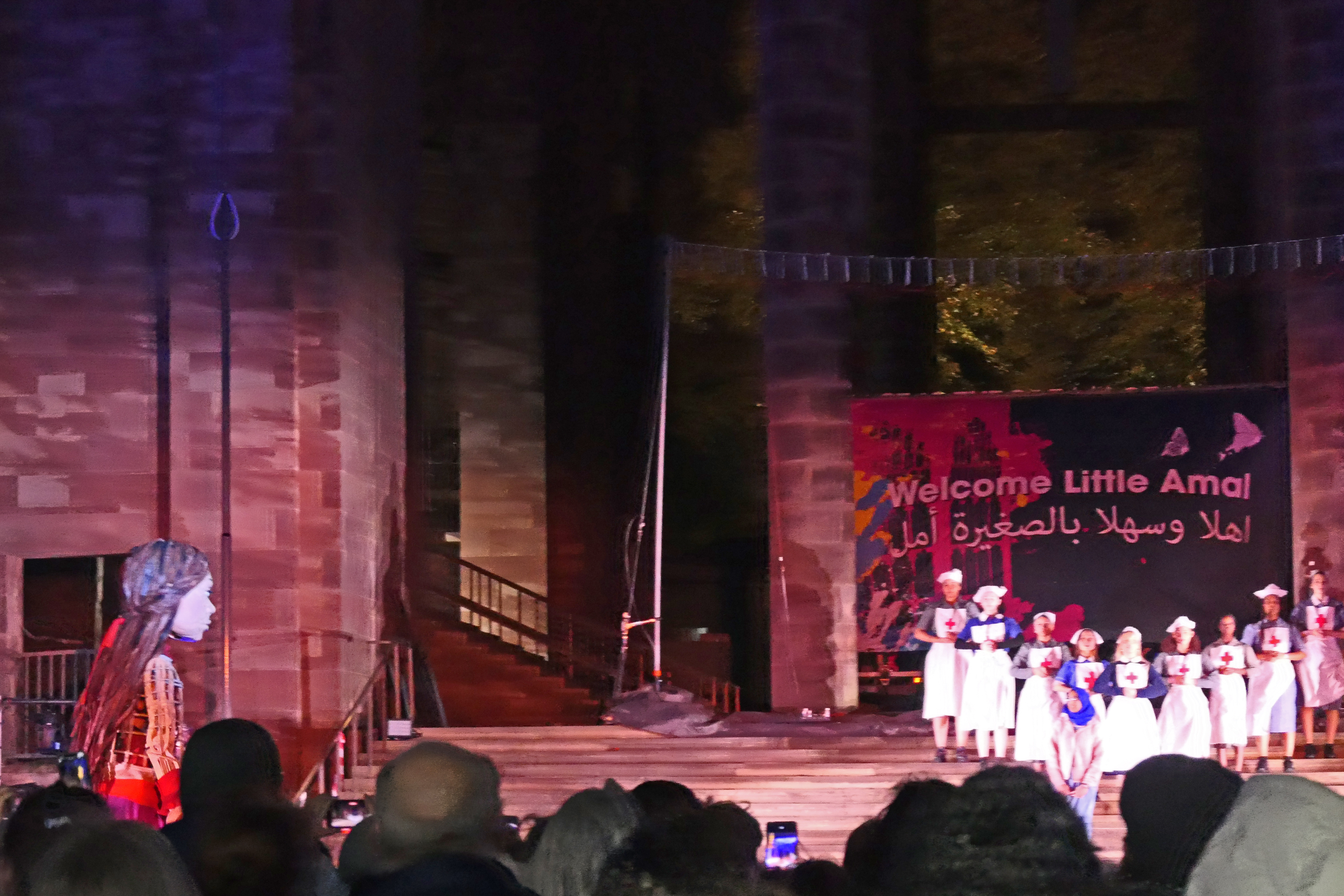
امل کوچک از کاونتری بازدید می‌کند، ۲۷ اکتبر ۲۰۲۱ ۰۹

نکته: تاریخ‌های زیر نه تنها تاریخ عبور امل کوچولو از ۶۵ شهر و شهر در سراسر اروپا و بریتانیا را شامل می‌شود، بلکه تاریخ‌های دیگر رویدادهای سازماندهی شده در ارتباط با پروژه پیاده‌روی را نیز شامل می‌شود.
- ترکیه ۲۷ ژوئیه - ۸ اوت. در غازیانتپ، امل کوچولو مسیری پر از فانوس‌ها را دنبال کرد و به رقصی با موسیقی زنده و یک چمدان هدایا به سفر رفت. او مسیری را دنبال کرد تا به دریا برسد، جایی که بسیاری از پناهندگان جان خود را از دست داده بودند.

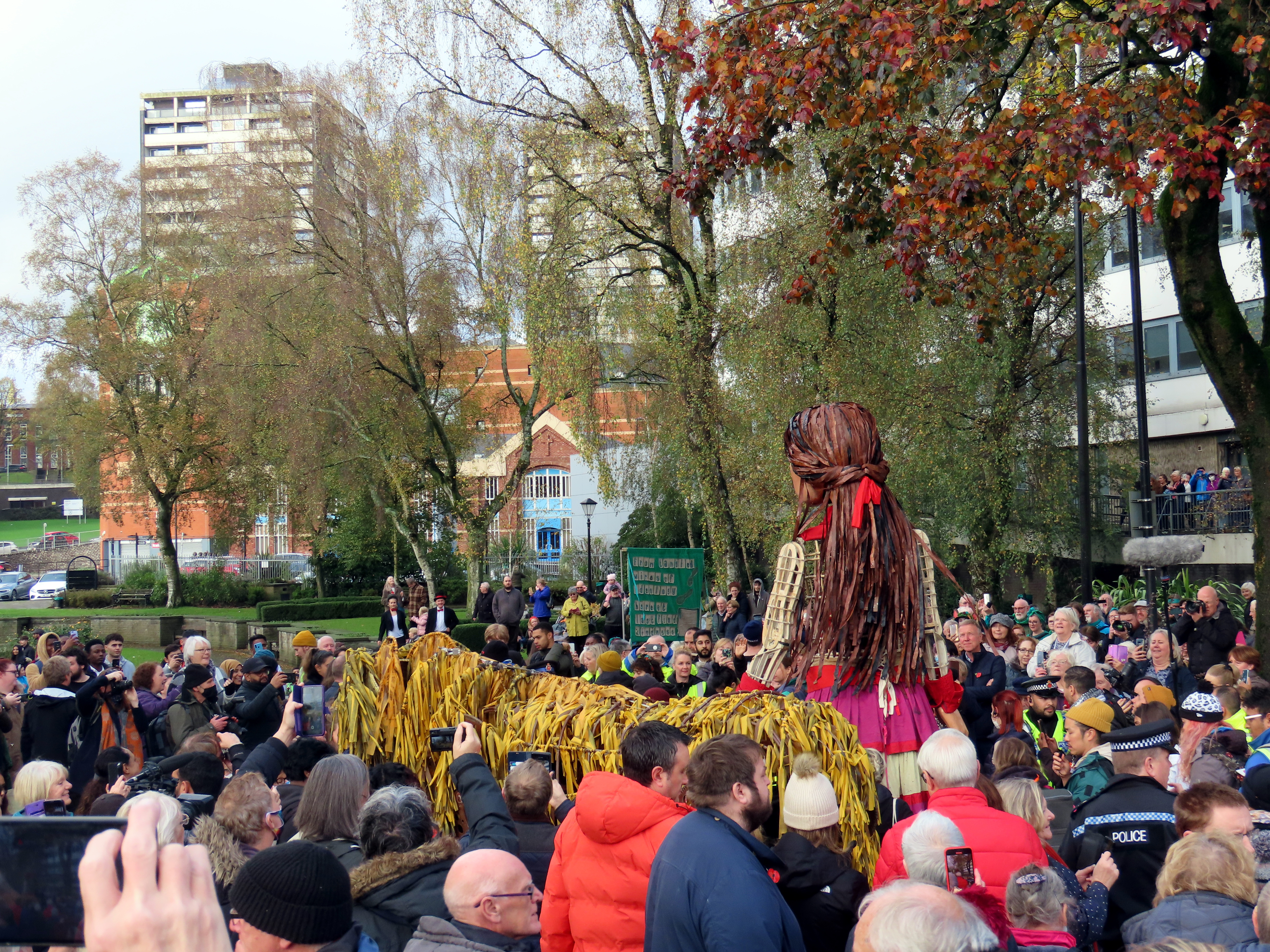
امل کوچک و آنبسا از روچدیل در ۲ نوامبر ۲۰۲۱ بازدید می‌کنند

- یونان، ۹ اوت - ۱۹ نوامبر. در خیوس آوازهایی به افتخار امل کوچک وجود داشت و در ایوانینا، جعبه‌های نور کلمات تشویق کننده را روشن می‌کردند. در اردوگاه پناهندگان کاتسیکا، امل مورد استقبال کودکان پناهنده قرار گرفت
- امل کوچک و آنبسا از روچدیل در ۲ نوامبر ۲۰۲۱ بازدید می‌کنندیونان، ۹ اوت - ۱۹ نوامبر. در خیوس آوازهایی به افتخار امل کوچک سرود شد و در ایوانینا، جعبه‌های نور با کلمات تشویق کننده روشن به هوا برخاستند. در اردوگاه پناهندگان کاتسیکا، امل مورد استقبال کودکان پناهنده قرار گرفت
- ایتالیا، ۷ تا ۱۹ سپتامبر. در سانرمو اینستالیشن‌های هنری و رویدادهای موسیقی وجود داشت. در باری، امل با یک نونه ملاقات کرد که سخنان حکیمانه ای را بیان کرد. در رم مورد استقبال پاپ قرار گرفت و پاپ دست او را گرفت.
- فرانسه، ۲۱ سپتامبر - ۱۷ اکتبر. در مارسی یک رقص حماسی با عنوان وقتی امواج آمدند و رفتند برگزار شد.
- سوئیس، ۲۸ تا ۲۹ سپتامبر. امل کوچک در خارج از ساختمان سازمان ملل در ژنو عکس گرفت و از سرن بازدید کرد.
- آلمان ۱ تا ۴ اکتبر. در اشتوتگارت، امل کوچک توسط عروسک‌های ۵ متری دوندو سرگرم شد.

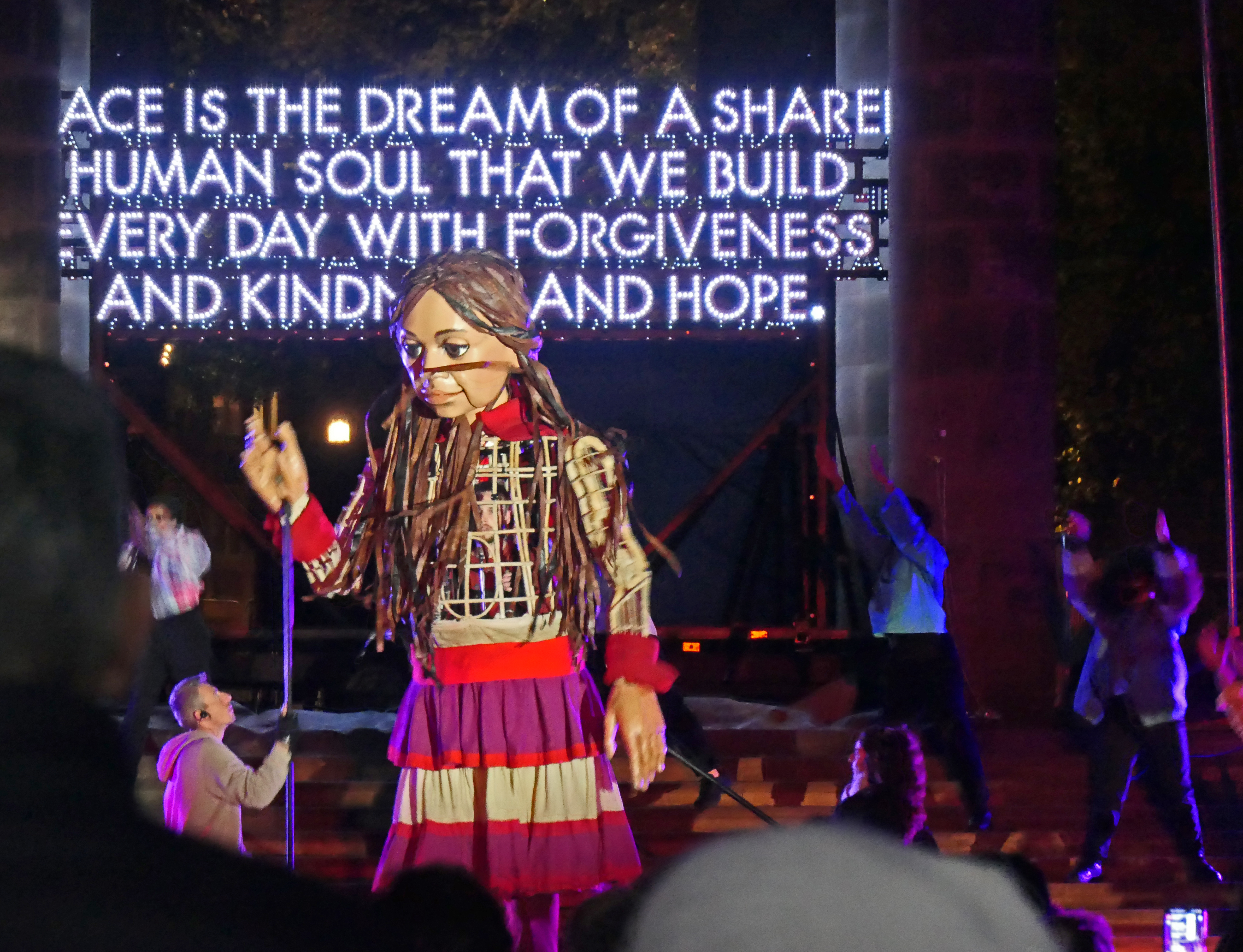
امل در کاونتری

- امل در کاونتریبلژیک، ۶ تا ۱۰ اکتبر. در اینجا، امل کوچولو «کوهی از نامه‌ها را به پارلمان اروپا در پایتخت بلژیک تسلیم کرد که همه توجه را به مشکلاتی که کودکان پناهنده داشتند جلب می‌کند».
- مکان‌های برگزاری در بریتانیا عبارت بودند از: فولکستون ۱۹ اکتبر، جایی که جود لا از امل کوچک استقبال کرد، دوور ۲۰ اکتبر، و کانتربری ۲۱ اکتبر که در آن پروژه داستان‌های پناهندگان توسط نیام کیوزاک میزبانی شد، و امل کوچولو در صفوفی از کلیسای جامع کانتربری به راه افتاد.

## عروسک خیمه شب بازی

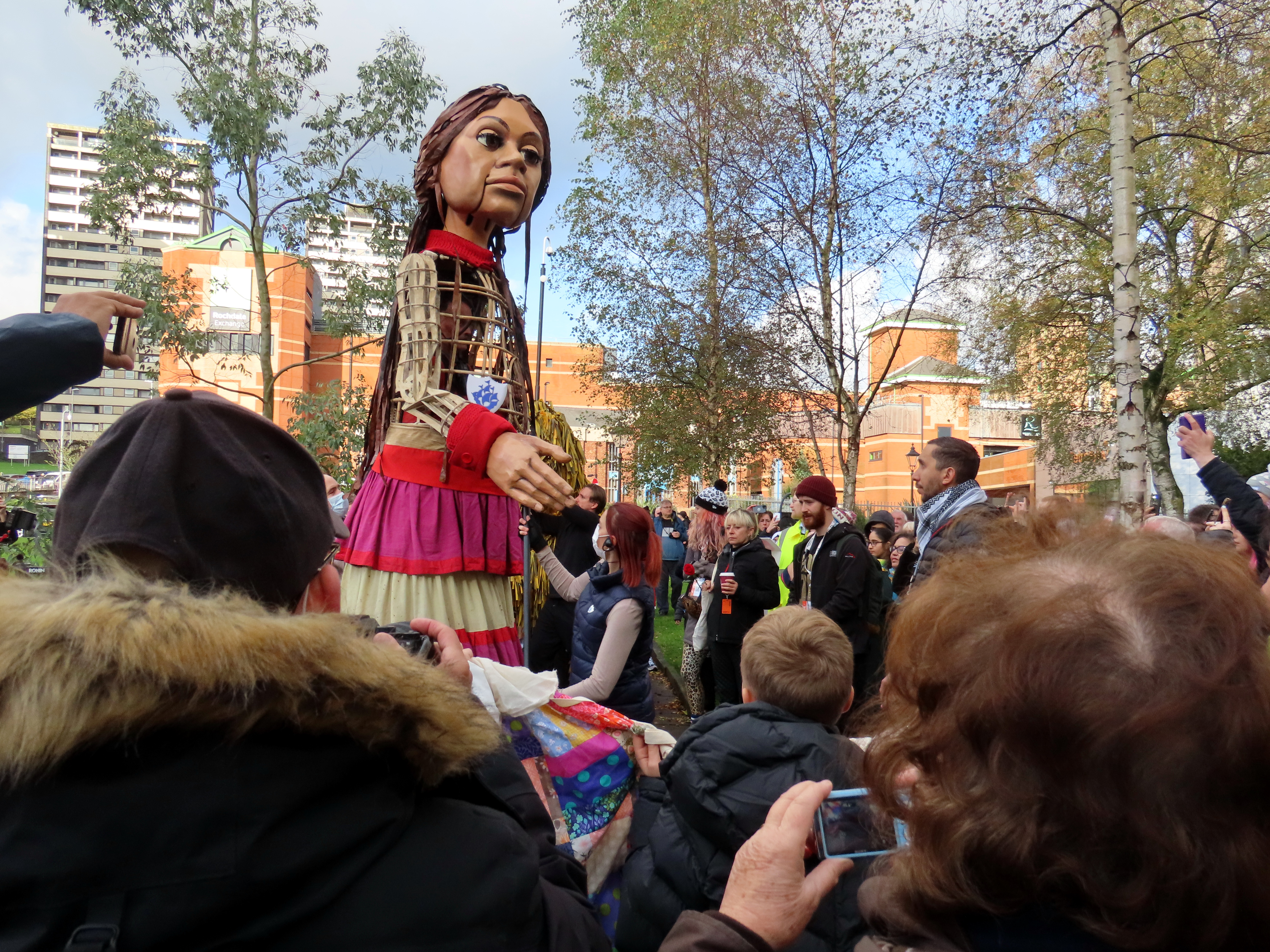
امل در انبسا

عروسک خیمه شب بازی امل کوچک توسط شرکت عروسکی Handspring ساخته شد که عروسک‌های نمایشنامه سال ۲۰۰۷، اسب جنگی را ساخت. شخصیت امل کوچولو برای اولین بار در جنگل ظاهر شد، یک نمایشنامه برنده جایزه در سال ۲۰۱۵ در جنگل کاله سابق، که یک اردوگاه غیررسمی پناهندگان در خارج از کاله بود، خلق شد.
سه عروسک امل کوچک یکسان وجود دارد که برای امکان رویدادهای همزمان در مکان‌های مختلف ایجاد شده‌اند. آنها برای گذرگاه ۲۰۲۱ ساخته شده‌اند و بین مکان‌ها حمل می‌شوند. آنها به عنوان یک عروسک معرفی شدند و با هم دیده نشدند. آنها به‌طور جداگانه در هر مکان پیاده‌روی کوتاهی انجام دادند و در رویدادهایی که به صورت محلی ترتیب داده شدند شرکت کردند. طرح عروسک نشان دهنده یک دختر پناهنده سوری نه ساله به نام امل کوچک است که امل به معنای "امید" عربی است. معمولاً در گزارش‌های انگلیسی زباناز پیاده‌روی امل از عروسک به عنوان "او" (به جای "آن") یاد می‌شود.

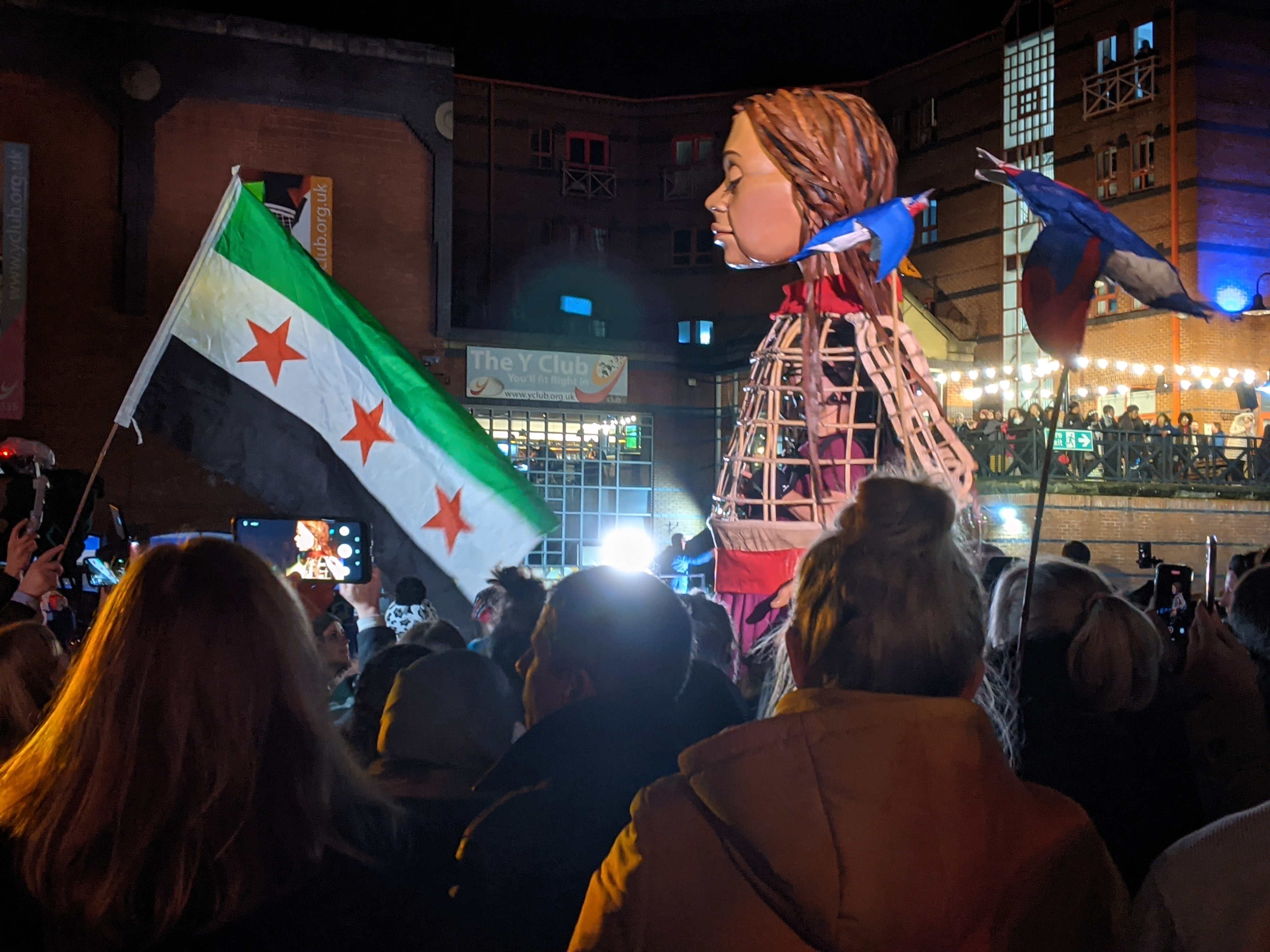
امل ۳ نوامبر در منچستر

## ساخت و ساز و عروسک گردانی
این عروسک، امل کوچک، ۳٫۵ متر (۱۱ فوت) قد دارد و از عصا، فیبر کربن و مواد سبک دیگر ساخته شده‌است. سه یا چهار عروسک گردان عروسک را کنترل می‌کنند. دو بازوها را از طریق میله‌هایی که به دست‌ها متصل هستند، کنترل می‌کنند، یک عروسک‌گردان اختیاری از پشت حمایت می‌کند، و عروسک گردان داخلی روی پایه‌های داخل پاها می‌ایستد و حرکات بدن را کنترل می‌کند. عروسک گردان داخلی نیز حالت چهره را از طریق تجهیزاتی به نام «هارپ» کنترل می‌کند. برخی از عروسک گردانانی که در سال ۲۰۲۱ بازوها را کنترل می‌کردند، پناهندگان سابقی بودند که در کاله استخدام شده بودند. «ده‌ها» طراح و صنعت‌گر با هم ترکیب شدند تا سه عروسک را خلق کنند که نشان‌دهنده امل کوچک است. ده جفت پاهای رکابی برای ده عروسک گردان مختلف ساخته شد.

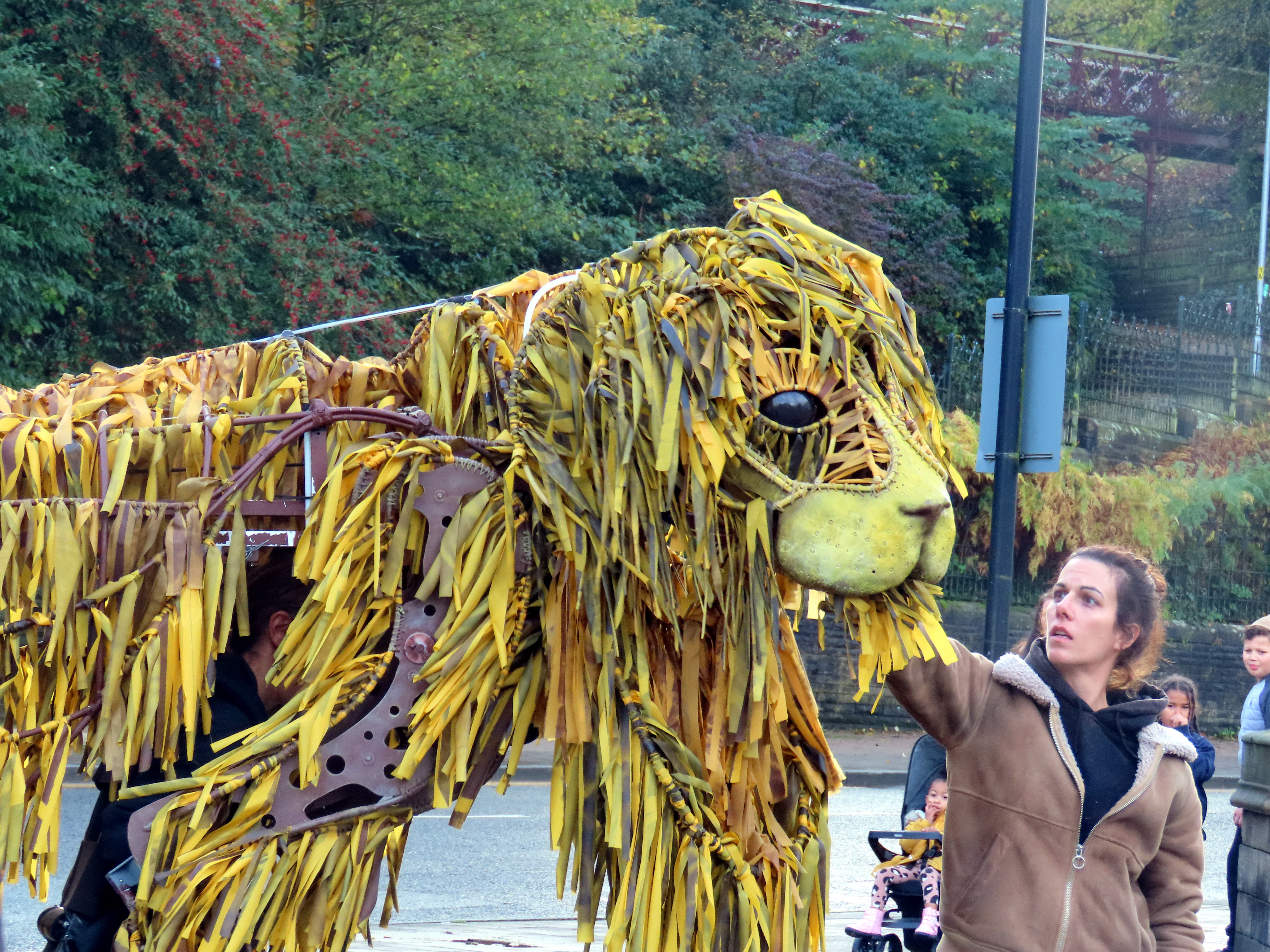
امل کوچک و آنبسا از روچدیل در ۲ نوامبر ۲۰۲۱ بازدید می‌کنند

## مجادلات
گاردین می‌گوید: «از سنگ‌باران در یونان تا استقبال پاپ در رم، سفر این دختر غول‌پیکر از سوریه به منچستر واکنش‌های زیادی را برانگیخت». تهیه‌کننده دیوید لن گفت: «اگر بخواهم به شما بگویم که ما در طول سفر ۸۰۰۰ کیلومتری چیزی جز گرما و حمایت نداشتیم، این درست نیست… اما به نظر می‌رسد آنچه امل کوچولو انجام می‌دهد این است که از تجربه افراد کاملاً خوب استفاده کندکه به طرز وحشیانه ای به حاشیه رانده شده و آن را در مرکز قرار داده‌است. این در مورد حسن نیت است. این فرصتی است برای مردم که همدردی کنند و تصور کنند که بودن با او چگونه است.» در همین حال، در یونان، شوراهای محلی به عروسک امل کوچک، به عنوان نماینده یک کودک مسلمان، اجازه بازدید از صومعه‌های ارتدکس یونانی متئورا را ندادند - با این حال مردم یک شهر مجاور حمایت کردند. در لاریسا، معترضان دست راستی به امل کوچک سنگ پرتاب کردند و همچنین به تعدادی از ۳۰۰ کودکی که عروسک‌های خود را به پیاده‌روی آورده بودند آسیب زدند. از سوی دیگر، مدیر هنری زئوبی گفت: «موارد مثبت بر موارد منفی غلبه کرده‌است… ما سخاوت زیادی دیده‌ایم. ما این پروژه را برای جشن گرفتن انسانیت مشترکمان انجام می‌دهیم… مردم برای دیدن او هجوم آورده‌اند.»